# Tod Bouls
Tod Robert Bouls (rođen 18. novembra 1963) je trener američkog fudbala i odbrambeni koordinator Tampa Bej bakanirsia, kluba iz Nacionalne fudbalske lige (NFL). Takođe je i bivši igrač. Odigrao je osam sezona u Nacionalnoj fudbalskoj ligi kao sejfi, uglavnom igrajući za Vašington redskinsi. Karijeru je započeo u Super Bovlu XXII igrajući protiv Denvera bronkosa. Tod je bio privremeni odbrambeni koordinator Filadelfija iglsa 2012. godine, a zatim za tima Arizona kardinalsi tokom 2013. i 2014. godine. Takođe je bio privremeni glavni trener Majami dolfinsija za poslednje tri utakmice tokom sezone 2011. sa rezultatom 2–1. U periodu od 2015. do 2018. godine, zamenio je Tonija Sparana na poziciji glavnog Njujork džetsija.

## Rane godine
Tod Bouls je rođen 18. novembra 1963. godine. Pohađao je srednju školu Elizabeth High School u američkom gradu Elizabet, u Nju Džerziju. Igrao je univerzitetski fudbal na Univerzitetu Temp u klasi 1985, gde je bio četvorogodišnji defanzivni bek Brusa Arijansa, kome će Tod biti pomoćni trener decenijama kasnije u periodu kada je Arijans bio glavni trener Arizone kardinalsa, a zatim i Tampa Bej bakanirsia u Nacionalnoj fudbalskoj ligi.

## Karijera igrača
Tod je, kao slobodan igrač (енгл. „undrafted free agent”), potpisao ugovor sa timom Vašington redskinsi, 7. maja 1986. godine. Izabrao je Redskinse, pored šest drugih timova iz Nacionalne fudbalske lige, i potpisao ugovor koji je uključivao bonuse u iznosu između  8.0000 i 10.000 američkih dolara. U trening kampu, Tod se takmičio sa Rafaelom Čerijem i pobedom je obezbedio sebi mesto na spisku u regularnoj sezonu. Tokom drugog trening kampa 1987. godine, Tod je pobedio Džordana Kertisa i obezbedio sebi mesto sejfija kada je Džordan napustio tim nakon promena sastava 8. septembra iste godine.  Bio je slobodan sejfi tokom Super bola XXII, koji je osvojio Vašington. 
Dana 1. februara 1989. godine, nakon isteka ugovora, Vašington redskinsi nisu ponudili Todu novi angažman uprkos činjenici da je prethodne dve sezone bio redovan igrač. Taku odluku su najverovatnije doneli usled Todovih loših rezultata u 1988. godini, kao i zbog nedostatka sposobnosti. Tod je nastavio pregovore sa timovima Dalas kaubojsi, Minesota vajkingsi i Njujork džajantsi. Na kraju je ipak postigao sporazum sa Vašington redskinsima i potpisao novi ugovor. U 1990. godini, njegova plata iznosila je 300.000 dolara, a odigrao je 18 utakmica, uključujući i one u plej ofu..
Nov ugovor bio je kratkog trajanja jer su ponovo usledili problemi sa Redskinsima. Godinu dana kasnije, 1991. godine, Tod je igru nastavio u San Francisko fortinajnersima, igrajući u 16 utakmica. San Francisco 49ers potpisali su Bovles-a da započne tim 1991. godine, nakon što su ga Crvenokošci ponovo zaštitili. Odigrao je svih 16 utakmica, a startao u njih 14. Isključen je tokom formiranja konačnog sastava 1. septembra 1992. godine, a konačni razlaz sa Vašington redskinsima nastao je 31. avgusta 1993. godine.

## Karijera trenera
Nakon povlačenja iz karijere profesionalnog igrača, Bouls je bio član profesionalnog osoblja Grin Bej pakersa, u periodu od 1995–1996. Bio je defanzivac i sekundarni trener na koledžu Morhaus 1997. godine, a odbrambeni koordinator i trener defanzivnih bekova u timu Univerziteta Grembling od 1998. do 1999. godine. Takođe je bio trener defanzivnih bekova Njujork džetsija 2000. godine, Klivlend braunsa 2004.godine i Dalas kaubojsa od 2005. do 2007. godine. Tod u periodu od 2001. do 2003. godine bio trener odbrane Klivlend braunsa.

### Majami dolfinsi
Majami dolfinsi su angažovali Toda kao sekundarnog trenera i pomoćnog timkog trenera 23. januara 2008. godine. Nakon skoro četiri sezone kao sekundarni trener i pomoćni glavni trener, 12. decembra 2011, imenovan je privremenim glavnim trenerom, zamenivši dotadašnjeg trenera Tonija Sparana. Todova prva utakmica pod kapom privremenog glavnog trenera Dolfinsa odigrala se 18. decembra na gostovanju protiv Bufalo bilsa. Tim iz Majamija pobedio je sa rezultatom 30–23. Majami dolfinsi su 2011. godinu završili rezultatom 2-1 pod Tomovim vođstvom.

### Filadelfija iglsi
Filadelfija iglsi angažovali su Toda kao sekundarnog trenera ekipe 30. januara 2012. godine. Tim iz Filadelfije je 16. oktobra 2012. godine objavio da su razrešili dužnosti odbrambenog koordinatora Huana Kastilja i nja njegovo mesto postavili Toda Boulsa, kao novog odbrambenog koordinatora. Pod njegovim vođstvom, Iglsi su sezonu završili deveti u odbrani dodavanjem i dvadeset trećoj u jurišu u odbrani.

### Arizona kardinalsi
Dana 18. januara 2013. godine, Tod je angažovan kao odbrambeni koordinator Arizona kardinalsi. Već 31. januara 2015. godine, proglašen je za pomoćnika trenera godine od strane Asošijeted presa (AP) za njegove napore u sezoni 2014. Bouls je dobio 22 od 50 glasova članova medija, osvojivši prvu nagradu.

### Njujork džetsi
Nekoliko dana nakon raskidanja ugovora sa Reksom Rajanom, Njujork džetsi su imenovali Toda za svog novog glavnog trenera i potpisali su četvorogodišnji ugovor 14. januara 2015. godine.
Dana 28. jula 2015. godine, otkriveno je da se Tod podvrgnuo operaciji delimične zamene kolena. U sezoni 2015, Džetsi su pobedili 10 utakmica u prvoj godini vođenja Todom. U sezoni 2016. Džetsi su završili na dnu lige u većini kategorija, sem u jurišu gde su bili na 11. mestu.
Dana 29. decembra 2017. godine Njujork džetsi saopštili su da će produžiti ugovor sa Todom do 2020. godine. Međutim, godinu dana kasnije, 30. decembra 2018. Džetsi su odustali od Toda, nakon završetka sezone sa rezultatom 4–12.

### Tampa Bej bakanirsi
Dana 8. januara 2019. Bovles je angažovan kao odbrambeni koordinator tima Tampa Bej bakanirsa, pridruživši se timu Brusa Arijansa nakon što je on postao glavni trener tima.
Todova odbrana dobila je pohvale za svoj učinak u plej-ofu 2020–21, jer je bila ključna u porazu Nju Orleans sejntsa u divizijskoj rundi i Grin Bej pakersi u NFL (NFC) prvenstvu. Tod je osvojio svoj drugi Super bol (prvi kao trener) pošto su Bakanirsi savladali Kanzas Siti čifsi sa 31–9 u Super bolu LV. Todu je pripisan plan igre koji je vršio pritisak na kvoterbeka Patrika Lavona Mahomsa ne pribegavajući blitzingu, koristeći dvostrani sigurnosni izgled i dodavanje koji je sprečio napad Čifsija da postigne tačdaun i koji je presreo Mahomsa dva puta.

### Rekordi glavnog trenera
| Tim        | Year       | Regularna sezona | Regularna sezona | Regularna sezona | Regularna sezona | Regularna sezona | Postezona | Postezona | Postezona | Postezona |
| Tim        | Year       | Pobeda           | Poraz            | Veze             | Pobeda %         | Završetak        | Pobeda    | Poraz     | Pobeda %  | Rezultat  |
| ---------- | ---------- | ---------------- | ---------------- | ---------------- | ---------------- | ---------------- | --------- | --------- | --------- | --------- |
| MD*        | 2011.      | 2                | 1                | 0                | .667             | 3. u AFC Istoku  | –         | –         | –         | –         |
| MD ukupno  | MD ukupno  | 2                | 1                | 0                | .667             | –                | –         | –         | –         | –         |
| NDŽ        | 2015.      | 10               | 6                | 0                | .625             | 2. u AFC Istoku  | –         | –         | –         | –         |
| NDŽ        | 2016.      | 5                | 11               | 0                | .313             | 4. u AFC Istoku  | –         | –         | –         | –         |
| NDŽ        | 2017       | 5                | 11               | 0                | .313             | 4. u AFC Istoku  | –         | –         | –         | –         |
| NDŽ        | 2018.      | 4                | 12               | 0                | .250             | 4. u AFC Istoku  | –         | –         | –         | –         |
| NDŽ ukupno | NDŽ ukupno | 24               | 40               | 0                | .375             |                  | –         | –         | –         | –         |
| Total      | Total      | 26               | 41               | 0                | .388             |                  | 0         | 0         | .000      | –         |

* – Privremeni glavni trener

## Spoljašnje veze
- Arizona Cardinals bio
- New York Jets bio Архивирано на веб-сајту  (21. јануар 2015)